# Carlos Westendorp

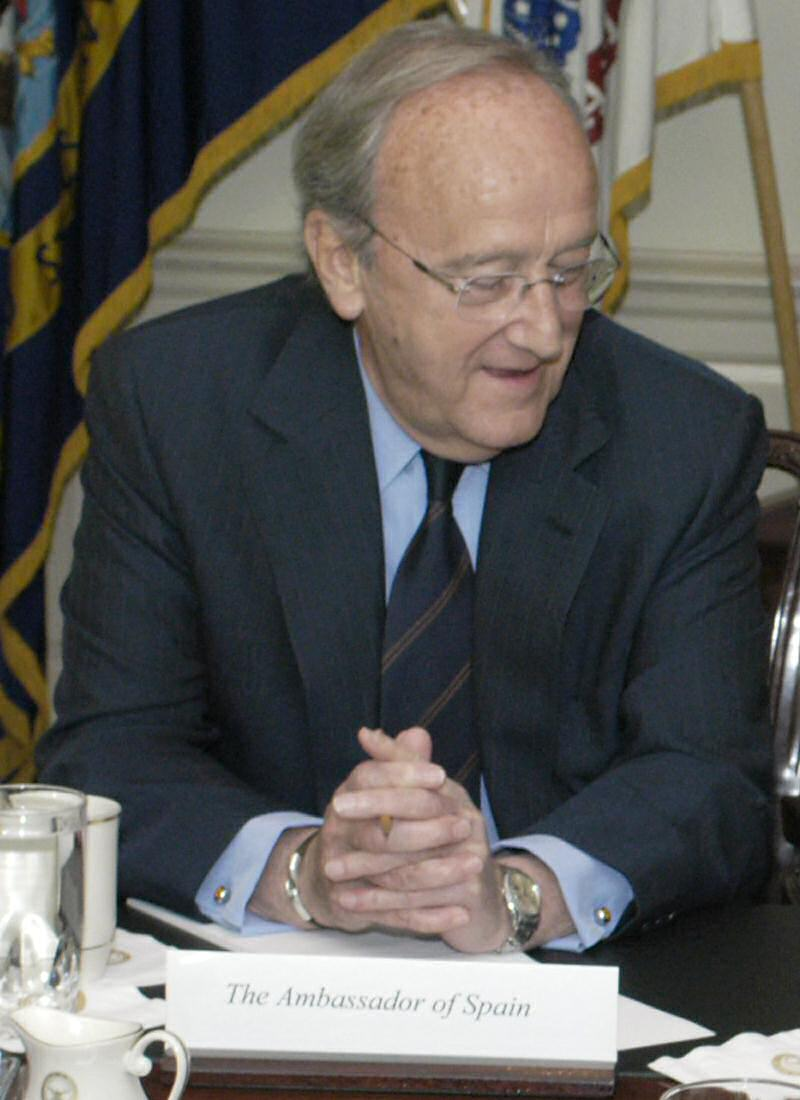
Carlos Westendorp

Carlos Westendorp y Cabeza (sinh ngày 7 tháng 1 năm 1937 tại Madrid) là một nhà ngoại giao Tây Ban Nha và là Tổng thư ký hiện tại của Câu lạc bộ Madrid.
Ông gia nhập Cơ quan Ngoại giao Tây Ban Nha năm 1966. Sau một số nhiệm vụ ở nước ngoài (1966-1969: Phó Tổng lãnh sự tại São Paulo, Brazil, 1975-1979: Tham tán Thương mại và Kinh tế tại Đại sứ quán Tây Ban Nha ở Hague, Hà Lan) và Tây Ban Nha 1969-1975: Trưởng phòng Nghiên cứu Kinh tế tại trường Ngoại giao, Giám đốc các Hiệp định Công nghệ tại Bộ Ngoại giao, Trưởng ban Nội các Bộ Công nghiệp) ông đã dành phần lớn sự nghiệp chuyên nghiệp cho quá trình hội nhập của Tây Ban Nha vào Cộng đồng châu Âu.
Từ năm 1979 đến năm 1985 tại Bộ Ngoại giao, ông từng làm Tư vấn cho Bộ trưởng, Bộ trưởng Bộ Tư pháp và Tổng Thư ký, chủ trì nhóm kỹ thuật phụ trách đàm phán gia nhập. Năm 1986, khi Tây Ban Nha gia nhập Cộng đồng châu Âu, ông được bổ nhiệm làm đại diện thường trực Đại sứ đầu tiên. Ông đã chủ trì Ủy ban các Đại diện Thường trực (COREPER) trong thời gian Chủ tịch Tây Ban Nha đầu tiên của EEC vào năm 1989.
Từ năm 1991 đến năm 1995, ông là Bộ trưởng Ngoại giao Tây Ban Nha cho Liên minh châu Âu. Ông đã tham gia vào nhiệm vụ Tổng thống Tây Ban Nha của Liên minh châu Âu vào năm 1995, trùng hợp với việc thông qua Euro, việc đưa ra quy trình Barcelona và ký kết chương trình nghị sự xuyên Đại Tây Dương. Trong khả năng cuối cùng này, ông đã chủ trì nhóm Reflection được thành lập để chuẩn bị cho các cuộc đàm phán về thay đổi hiệp ước dẫn tới các hiệp ước Amsterdam và sau đó, Nice.